# Carmen A. Miró
Carmen A. Miró (sinh ngày 19 tháng 4 năm 1919 - mất ngày 18 tháng 9 năm 2022) là một nhà xã hội học, nhà thống kê và nhà nhân khẩu học người Panama. Bà đã được gọi là chuyên gia hàng đầu của Mỹ Latinh về dân số,  và "có lẽ là nhân vật nổi bật nhất mà khoa học xã hội Panama đã tạo ra". 

## Cuộc sống
Miró là con gái của nhà thơ Ricardo Miró.  Bà theo học chuyên ngành kinh doanh tại Đại học Panama và tiếp tục học cao học tại Trường Kinh tế Luân Đôn. 
Từ năm 1946 đến năm 1956, bà đứng đầu Cục Thống kê và Điều tra Dân số Panama.  Trong thời gian này, bà cũng là giáo sư thống kê tại Đại học Panama.  Năm 1957, bà trở thành giám đốc sáng lập của Trung tâm Nghiên cứu Nhân khẩu học Liên hiệp quốc Mỹ Latinh (CELADE), nay là Phòng Dân số của Ủy ban Kinh tế Liên Hợp Quốc về Châu Mỹ Latinh và Caribbean.  Bà tiếp tục điều hành CELADE cho đến năm 1976. Sau bốn năm tại El Colegio de México, cô trở lại Panama,  nơi bà liên kết với Trung tâm thương mại Latinoamericanos (CELA) "Justo Arosemena". 
Năm 1984, bà đã ứng cử vào vị trí phó tổng thống của Panama, nhưng không thành công. 
Bà tròn 100 tuổi vào tháng 4 năm 2019, và qua đời vào ngày 18 tháng 9 năm 2022, hưởng thọ 103 tuổi.

## Sự công nhận
Năm 1953, Miró được bầu làm thành viên của Hiệp hội thống kê Hoa Kỳ "vì nhiều đóng góp của bà tạo nên hiệu quả cao hơn của các cuộc điều tra gần đây của châu Mỹ" và vì đã tạo ra "một hệ thống thống kê toàn diện và hữu ích cho đất nước của bà". 
Miró có bằng tiến sĩ danh dự của Đại học Havana, từ Đại học Quốc gia Córdoba và từ Viện Khoa học Xã hội Mỹ Latinh. Năm 1984, bà đã giành giải thưởng Dân số Thế giới của Liên Hợp Quốc.  Năm 2016 El Colegio de México đã trao cho bà giải thưởng Daniel Cosío Villegas. 
Một tuyển tập các tác phẩm thu thập của bà đã được xuất bản vào năm 2015. 